# Vicente Ruiz Valarino
Vicente Ruiz Valarino (València, 1872 - 1945) fou un polític valencià, diputat a les Corts Espanyoles durant la restauració borbònica.

## Biografia
Era fill de Trinitario Ruiz Capdepón i germà de Trinitario Ruiz Valarino i Manuel Ruiz Valarino. Treballà com a oficial del cos tècnic de la Sotsecretaria del Ministeri de Gràcia i Justícia. Quan el seu germà Trinitario fou nomenat senador vitalici, va substituir-lo com a diputat pel districte de Dolors per la fracció liberal-demòcrata del Partit Liberal a les eleccions generals espanyoles de 1910, 1914, 1916, 1918, 1919, 1920 i 1923.